# Битка при Медина
Битката при Медина се провежда през 1812 г.
След събитията при Ал Сафра, силите на Тусун паша започват да се заемат с бунтовнически племена около Медина, докато подкрепленията им се придвижат до Янбу от Египет. Мохамед Али Паша изпраща Ахмед ага, за да помогне на Тусун да си върне Медина.
Тази армия успешно завзема Медина през ноември 1812 г.